# Chapelle Notre-Dame-de-Lers d'Anla
Pour les articles homonymes, voir chapelle Notre-Dame.
La chapelle Notre-Dame de Lers d'Anla est un édifice religieux catholique située à Anla, dans le département français des Hautes-Pyrénées en région Occitanie.

## Présentation
La chapelle est située en Barousse.

## Historique

### Ancienne Chapelle
Les ruines de l'ancienne chapelle Notre-Dame de Lers se trouve à 800 mètres du village d'Anla, près d'un ancien village nommée Adignac. La chapelle était un des plus anciens monuments du christinanisme dans la Barousse. Elle avait été construite sur un sanctuaire païen, trois monuments antiques en marbre (avec des inscriptions en latin et avec deux colombes) ont été retrouvées dans les ruines.

### Nouvelle Chapelle
La nouvelle chapelle se trouve à l'entrée du village d'Anla sur la route en provenance de Gembrie.
Elle fut reconstruite selon les plans de François d'Anla en 1898 par ses héritiers.

## Description

### Extérieur
- On peut lire sur le tympan : Chapelle de Notre-Dame de Lers, fondé au XIIIe siècle dans le quartier de ce nom, reconstruite ici par la munificence de François AULA, enfant de la paroisse, bénite le 21 août 1898 par l'abbé SENS curé d'Anla.

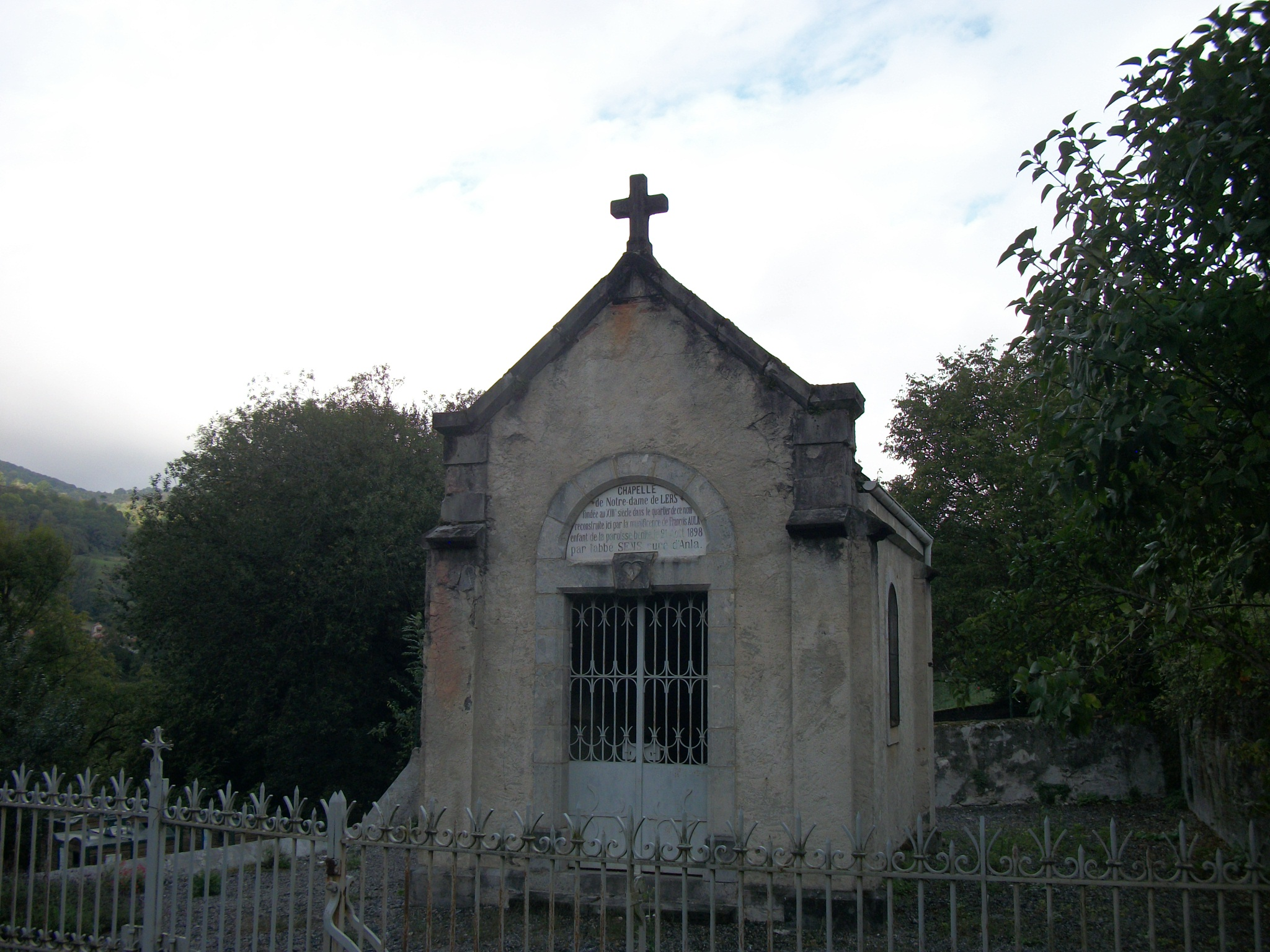
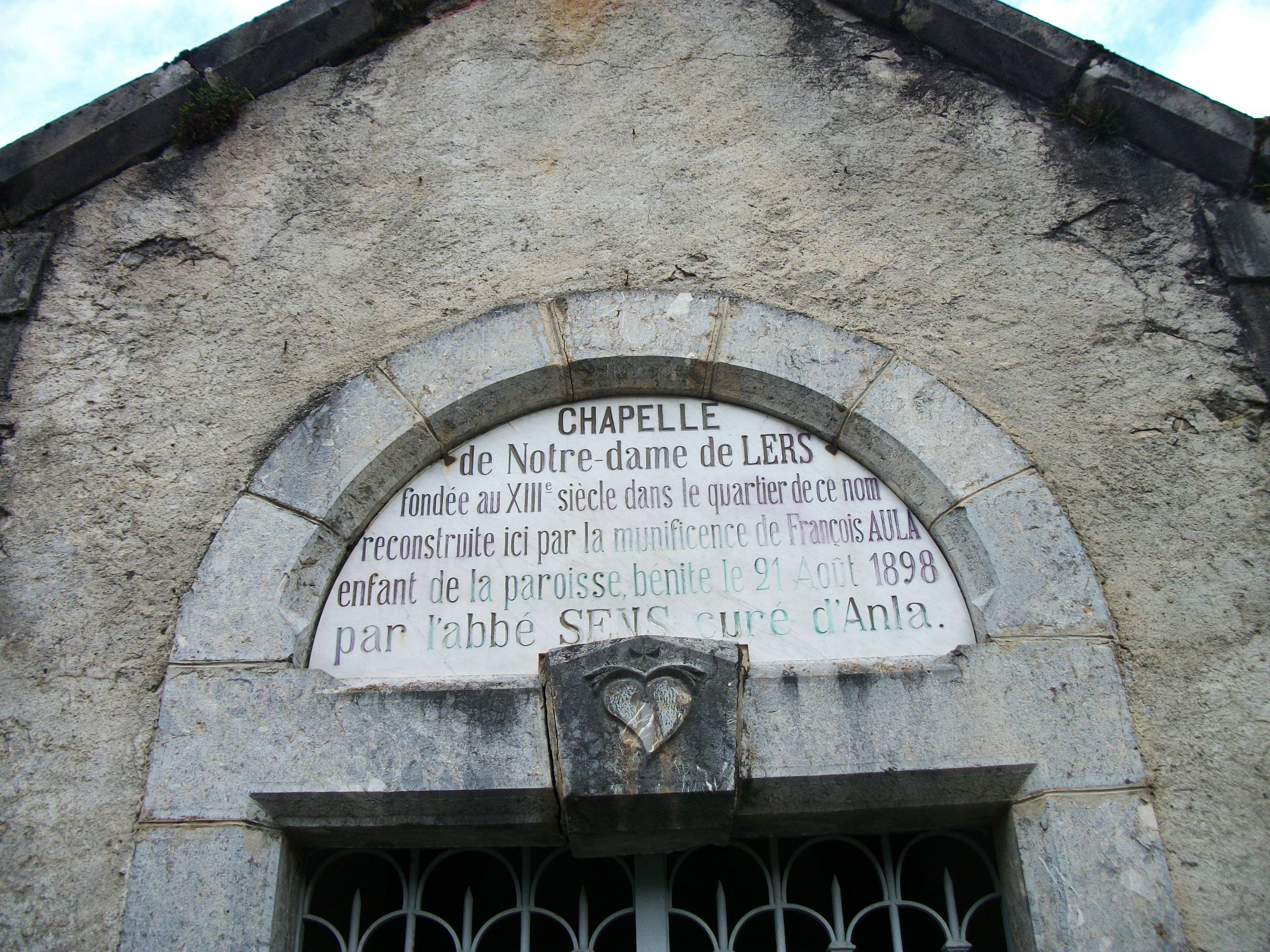
Inscription sur le tympan

### Intérieur
- La Piétà originale du XVIe siècle[1] qui ornait l'ancienne chapelle est conservée dans l'église Saint-Étienne d'Anla.

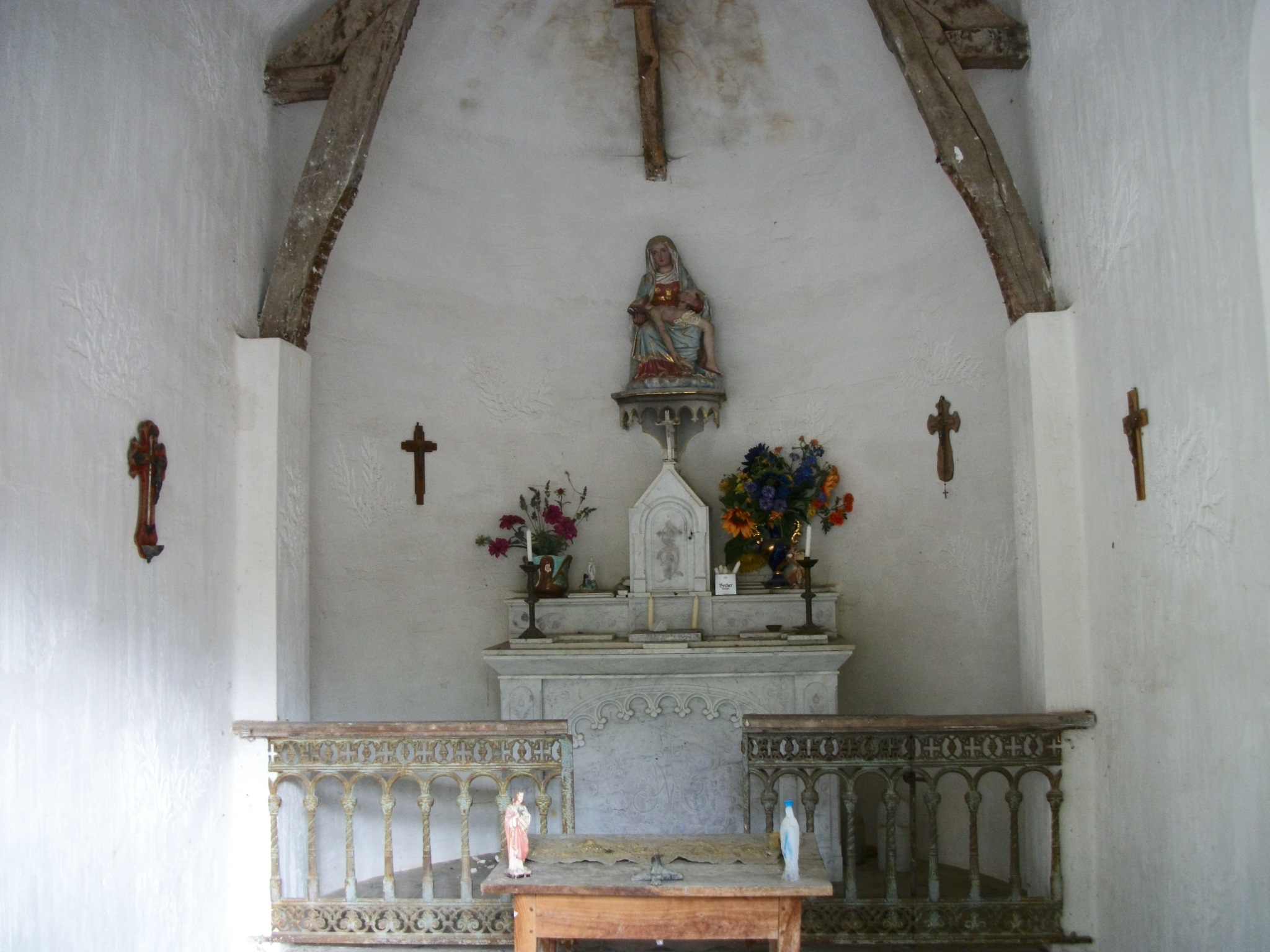
Sur l'autel se trouve une Piétà moderne.
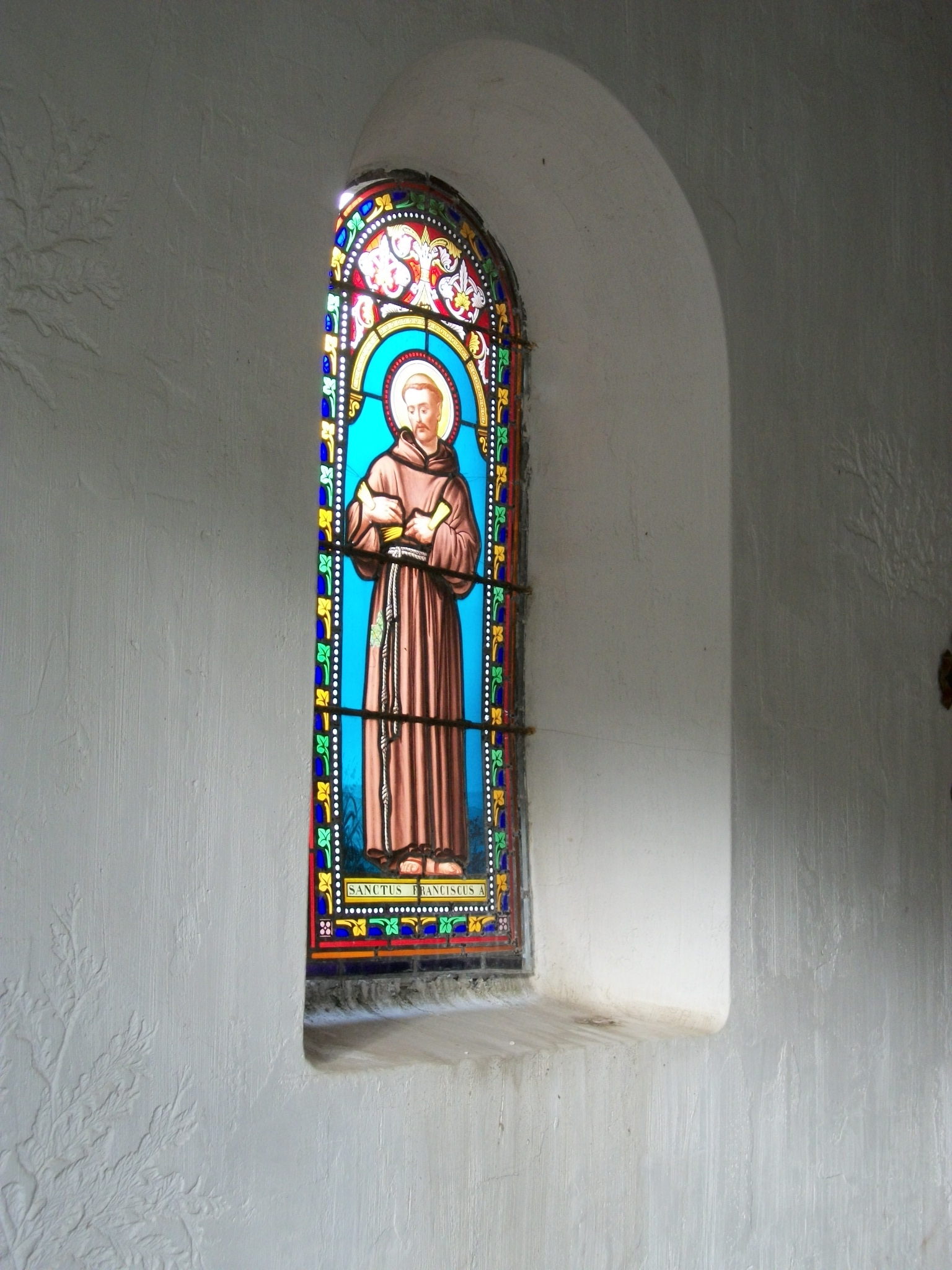
Vitrail gauche : saint Saint-François d'Assise
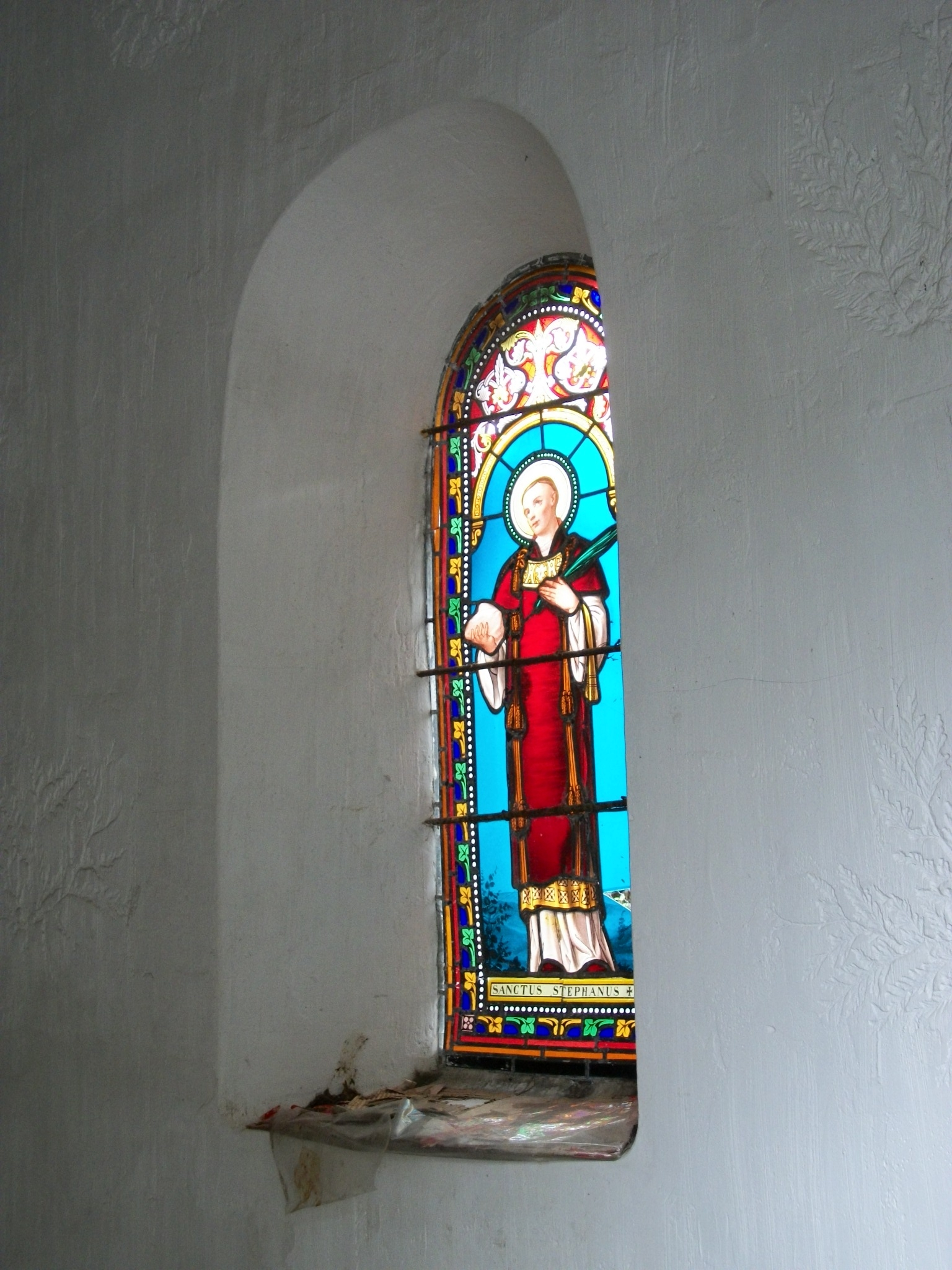
Vitrail droit : saint Saint-Étienne